# تلما هیل
تلما هیل (انگلیسی: Thelma Hill؛ ۱۲ دسامبر ۱۹۰۶ – ۱۱ مهٔ ۱۹۳۸) بازیگر اهل ایالات متحده آمریکا بود.

## گزیده فیلمشناسی
از فیلم‌هایی که وی در آن نقش داشته‌است، می‌توان به آثار زیر اشاره کرد:
- سیاه‌مست (۱۹۲۵)
- دو ملوان (۱۹۲۸)
- دندان‌پزشک (۱۹۳۲)